# Osu!
Osu! és un videojoc musical per a ordinadors amb Windows i recentment també amb OS X i Linux en el qual el jugador ha d'anar fent clic a una sèrie d'elements que van apareixent a la pantalla al ritme de la música. El joc està basat en diversos títols musicals llançats al mercat del videojoc prèviament (com ara Osu! Tatake! Ouendan) i va ser llançat com a beta pública el setembre de l'any 2007 per peppy, el seu creador.

## Creació i desenvolupament d'osu!
El joc està inspirat en el joc Osu! Tatake! Ouendan, llançat l'any 2007 per a consoles Nintendo DS només al mercat japonès. Les semblances entre els dos jocs són més que evidents, ja que els elements on s'hi ha de fer clic (o en el cas del joc de Nintendo DS, on s'hi ha de fer tap a la pantalla tàctil) són pràcticament els mateixos. Tot i així, osu! no només està basat en aquest joc sinó en “una varietat de jocs comercials”, tal com s'afirma a la introducció de la seva pàgina web oficials.
La primera versió coneguda va ser desenvolupada el juliol de 2007 pel seu fundador, Peppy, en poc menys de setze hores. Contenia versions molt bàsiques de l'editor de beatmaps i d'Osu! Standard. Aquesta versió anava dirigida a un grup d'amics del programador. Durant els mesos següents, Peppy va seguir treballant en el projecte, i finalment es va llançar la versió beta pública d'Osu! el setembre de 2007, juntament amb els fòrums a Internet sobre el joc. Tot estava allotjat al servidor de casa de Peppy (amb el domini .ppy.sh).

## osu! Standard
Conté diversos modes de joc, però el principal és Osu! Standard, la resta són modes extres. Consisteix a anar fent clic als objectes que van apareixent en pantalla i que estan sincronitzats amb la cançó que sona. Cada clic realitzat suma una quantitat de puntuació, més o menys gran en funció de la precisió i la sincronització amb la música, i l'objectiu és arribar al final de la cançó amb el màxim de puntuació possible. El fitxer que conté cada grup d'elements sincronitzats amb una cançó determinada és conegut com a beatmap, i té l'extensió .osu. Els dos botons del ratolí es poden substituir mitjançant les opcions del joc per dues tecles del teclat de l'ordinador, i el ratolí en si pot substituir-se per una tauleta gràfica. Osu! té la seva pròpia tauleta gràfica, dissenyada específicament per a jugadors d'aquest videojoc, anomenada «Osu! Tablet».

### Objectes de colpejament
Els objectes de colpejament, en anglès hit objects, són els elements que van apareixent a la pantalla sincronitzats amb la música i als quals el jugador ha d'anar fent clic en un moment precís. S'anomenen pel seu nom en la versió anglesa, per evitar confusions. Segons la precisió amb la qual es completi un objecte de colpejament, s'obtindran 0 (fallada), 50, 100, o 300 punts. Quan s'executen bé diversos objectes de colpejament seguits, començarà a haver-hi un «combo», que multiplicarà la puntuació.

#### Cercle de colpejament
El cercle de colpejament, hit circle en anglès, són els objectes de colpejament més bàsics del joc. Consisteixen en un cercle amb un número a dins (en funció de la seva posició en una combinació d'objectes) el qual té una circumferència més gran al voltant anomenada cercle d'aproximació (approaching circle). Aquesta es va fent petita a una determinada velocitat, fins a tenir el mateix perímetre que el cercle que envoltava. L'objectiu del jugador és fer clic a sobre el cercle quan el cercle d'aproximació estigui el màxim a prop possible del cercle. Com més a prop estigui, la puntuació serà més o menys alta.

#### Controls lliscants
Els controls lliscants, slider en anglès, consten de dos cercles de colpejament units per una barra de desplaçament, que pot ser corba o recta. El jugador ha de fer clic al primer cercle de colpejament i mantenir el ratolí clicat sobre una pilota, que apareixerà i es desplaçarà automàticament per la barra fins a l'altre cercle de colpejament. Dins de la barra hi ha diversos punts, que serviran per determinar la puntuació de cada controls lliscants.

#### Girants
Els spinners, “girants” en català, són grans cercles que ocupen tot l'espai de joc. Tenen un cercle semblant a un cercle d'aproximació que va convergint fins al centre de el girant i un "medidor el girant". El que ha de fer el jugador és fer clic en un punt del girant i traçar cercles, mantenint polsat el ratolí, fent així que el girant giri. El nombre de voltes necessàries per omplir el medidor vindrà determinat segons la dificultat del beatmap, però un cop estigui omplert, les voltes de més s'afegiran com a puntuació extra.

### Mods
Amb un mod es pot modificar la dificultat d'un beatmap el que influencia en la puntuació final. Els mods són aplicables a tots els modes de joc. Tot i així, en la taula s'explica l'efecte en el mode de joc principal, l'Osu! Standard.
| Nom del mod  | Modificació de la dificultat | Efecte en la partida | Efecte en la puntuació final |
| ------------ | ---------------------------- | --- | ---------------------------- |
| Easy         | Més fàcil                    | Els cercles són més grans, la barra de vida baixa menys, cal menys precisió                                                       | ×0,5                         |
| No Fail      | Més fàcil                    | Per molt que baixi la barra de vida, la partida no s'acaba                                                                        | ×0,5                         |
| Half Time    | Més fàcil                    | La velocitat del beatmap es redueix un terç.                                                                                      | ×0,3                         |
| Spun Out     | Més fàcil                    | Els girants s'autocompleten. | ×0,9                         |
| Hard Rock    | Més difícil                  | Els cercles són més petits, la barra de vida baixa més, el mapa està invertit visualment                                          | ×1,06                        |
| Sudden Death | Més difícil                  | Si es trenca la combinació la partida es reinicia.                                                                                | -                            |
| Perfect      | Més difícil                  | Si l'accuracy baixa de 100% la partida es reinicia.                                                                               | -                            |
| Double Time  | Més difícil                  | La velocitat del beatmap augmenta un terç.                                                                                        | ×1,12                        |
| Nightcore    | Més difícil                  | La velocitat del beatmap augmenta un terç, i s'afegeix una nova percussió a la cançó automàticament, que a més se sent més aguda. | ×1,12                        |
| Hidden       | Més difícil                  | Alguns objectes de colpejament es tornen invisibles al cap de veure's durant uns segons.                                          | ×1,06                        |
| Flashlight   | Més difícil                  | El jugador només pot veure la zona circumdant al cursor.                                                                          | ×1,12                        |

### Recompte de puntuació
En cada objecte de colpejament es poden obtenir diverses puntuacions, que es multiplicaran en la puntuació total segons el multiplicador de la combinació i els mods (modificacions de dificultat) utilitzats. Cada cop que es facin 300 punts en un objecte de colpejament, la barra de vida pujarà una mica, mentre que si se'n fan cent, cinquanta o una fallada baixarà una mica. Quan la barra de vida baixa del tot, no es pot continuar la partida, i s'ha de tornar a començar el beatmap.

#### Cercle de colpejament
Segons com de prop estigui del cercle d'aproximació del cercle, s'obtindran 50, 100 o 300 punts. Si no es fa clic o es fa clic massa d'hora, s'obtindran 0 punts (una fallada) i es trencarà la combinació.

#### Controls lliscants
S'obtindran 300 punts si es recorren tots els punts de la barra de controls lliscants, 100 si se'n recorren la meitat i 50 si se'n recorre almenys un. Si no se'n recorre cap, tot control lliscant comptarà com una fallada. Si es falla el primer cercle de colpejament de controls lliscants, no es comptarà com una fallada però la precisió es veurà afectada i el multiplicador de la combinació tornarà a 0.

#### Girant
En el girant, es reben 300, 100 o 50 punts segons els girs fets en comparació a la durada del girant, a més de la puntuació del girant de per si determinada per la barra de girant. Es comptarà com una fallada si la barra no s'arriba a omplir.

#### Accuracy (precisió)
La precisió és una xifra en percentatge que permet comprovar amb quina precisió s'ha completat un beatmap. Per exemple, si s'ha fet el màxim de precisa possible la precisió serà del 100%.

#### Score (puntuació)
La puntuació de cada beatmap és la puntuació total d'aquell beatmap, comptant amb els factors de la combinació i dels mods. És el que determinarà la posició del jugador en els rankings de cada beatmap.

#### Grades (nota)
Cada partida està avaluada amb una nota, que ve donada en funció de la precisió i el nombre de puntuacions de cada tipus fetes.